# Holocaust (religie)
Een holocaust (van het Grieks holos geheel en kaustos verbrand) was in onder andere de Griekse religie een offerritueel waarbij in tegenstelling tot een brandoffer het aan een god geofferde volledig in rook moest opgaan.

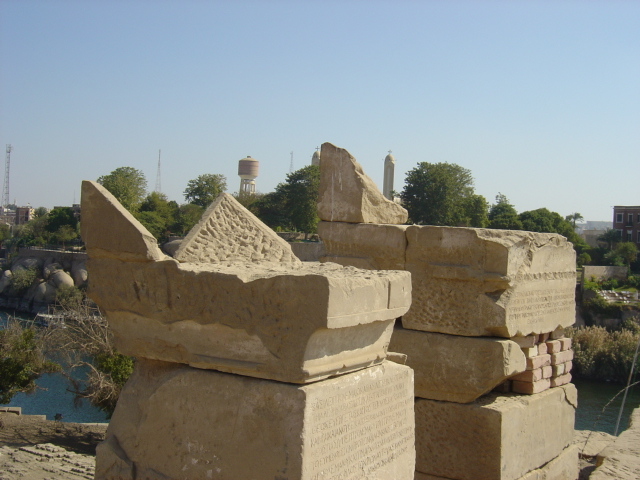
Holocaust altaar op Elephantine in Egypte

Het holocaustoffer werd voltrokken op een relatief klein zandstenen offerblok met vier opgaande hoeken met elk een hoorn. De bovenzijde van deze offertafel was met een blad lood bedekt om de steen te sparen van intrekkend vocht en vet. De versieringen waren in andere metalen als brons en koper. Het altaar bevond zich voor de tempel. Ook in het Oude Egypte en het Oude Kanaän waren holocaustoffers een regelmatig terugkerend ritueel, dat in feite door de Grieken werd overgenomen.
Als offermateriaal werden stukken vee, graangewassen of andere voedselproducten gebruikt.
Bij Homerus is er sprake van "offergeur van lammeren en ongevlekte geiten" (Ilias I, 66.) en in het Oude Testament van "een geurig offer van rammen" (Psalm 66,15) Men kan moeilijk aannemen dat het hier om de geur van holocaustoffers ging, wel van brandoffers, waarbij het geofferde in feite slechts werd geschroeid en nadien, zoals bij de Romeinen, het geofferde vlees werd verdeeld en genuttigd. Voor veel arme Romeinen was dit de enige gelegenheid om een stuk vlees te kunnen eten.